# Parco nazionale Fundy
Il parco nazionale Fundy (in inglese Fundy National Park) è un parco nazionale situato in Nuovo Brunswick, in Canada.
Prende il nome dalla Baia di Fundy.